# Don Eppes
Don Eppes es un personaje de ficción protagonista de la serie de televisión Numb3rs. Interpretado por Rob Morrow.
Don es un Agente Especial que dirige el Escuadrón de Crímenes Violentos del FBI en Los Ángeles. Don recluta a su hermano genio de las matemáticas, Charlie Eppes, para resolver algunos de sus casos más difíciles. Don hace grandes sacrificios en su vida personal con el fin de dedicarse a su carrera, que para él. Una cosa que considera más importante que su trabajo, es su familia, especialmente a Charlie, a pesar de que no entiende cómo su hermano de ver el mundo.

## Biografía del personaje
Don es el hijo mayor de Alan Eppes y Margaret Eppes. Durante la Guerra de Vietnam, sus padres lo llevaron a una manifestación, en la cual vio como detuvieron a su padre. Cuando Don creció jugaba mucho con una pistola de juguete, que le regaló su tío. Ante la preocupación de sus padres y con la esperanza Don olvidaría su amor por las armas, lo apuntaron a la liga infantil de béisbol. Don se graduó de secundaria en el mismo día que su hermano menor Charlie, Quien por entonces tenía cinco años menos que él, cosa que no llevaba muy bien. Consiguió entras en la universidad, gracias a una beca de béisbol, llegando a jugar con los Rangers en la Individual-A. A pesar de la tentación, Don nunca tomo esteroides. Un estudio que realizó el joven Oswald Kittner, a petición de Charlie, reveló que si los hubiera tomado, la media de bateo habría aumentado, pero su valor como jugador habría disminuido, ya que era un jugador muy bueno en diversas posiciones, lo que se conoce como jugador comodín. Después de darse cuenta de que nunca sería mejor en una sola posición decidió salir del equipo y se inscribió en la prueba del FBI al día siguiente.
En el Academia del FBI, Que otro colega de fecha Terry Lake. Como más tarde dijo a su padre, su fecha preferida de siempre era cuando había pizza en una lavandería con ella. Terry no comparte esa opinión. Después de graduarse de la Academia, Don trabajó en la recuperación de Fugitivos con Billy Cooper. Más tarde fue profesor en la Academia del FBI con el fin volver a la civilización. Después de eso, trabajó en la oficina de campo en Albuquerque, Nuevo México.
Don renunció a su posición como agente especial a cargo de la Albuquerque oficina del FBI para regresar a Los Ángeles cuando su madre se enfermó de cáncer, de la que finalmente murió.

## Personalidad
Siempre ha vivido a la sombra de su hermano, al que respeta aunque hayan tendido sus diferencias. Muchas veces en la actualidad a siente que Charlie no está haciendo todas las grandes cosas que podía hacer, porque él está trabajando con el FBI.
Don es una persona de principios y muy dedicada a su trabajo, dejándole poco tiempo para su vida social. Tiene una tendencia a sacrificar su vida privada por el trabajo. Le gusta el deporte como el béisbol y el hockey. Fue a la universidad con una beca de béisbol. Don siempre ha pensado que el béisbol fue su primer amor, aunque su padre Alan Eppes le recordó que de pequeño solía jugar con una pistola de juguete y Cuando jugaba a policías y ladrones el siempre era policía cuando era niño en realidad su primer amor, es el FBI.
Él es un jefe duro, le gusta serlo, y no es muy indulgente. Una exalumna de Quantico, Liz Warner, comentó que Don es muy reservado. Liz sabe que se ha suavizado con la edad y se puede mantener un compromiso con una mujer durante períodos más largos de tiempo.

## Evolución en la serie
Después de haber sido agente especial a cargo de la Oficina de Albuquerque, Don tuvo un descenso de categoría a fin de obtener una posición como agente especial en la Oficina de Campo de LA, pero lo hizo para estar con su familia cuando su madre fue diagnosticada con cáncer de los dos años anteriores el piloto de la serie. Margaret Eppes murió aproximadamente un año más tarde, de acuerdo con el piloto, Charlie ayudó a Don en dos casos, un fraude de acciones y un chantaje en hacienda. Estos casos se referían a la extorsión y el fraude de valores del IRS. En un principio tiene dudas acerca de lo que Charlie en realidad podría ser capaz de contribuir, a regañadientes permite Charlie para ayudar con sus intentos de localizar a un violador y es una grata sorpresa cuando matemáticas de Charlie lleva a la detención del sospechoso.
Su relación con Charlie era al parecer un tanto tensa, incluso antes de la muerte de su madre, como Don se queda atónito al descubrir que su hermano pequeño tenga una autorización en seguridad para trabajar tanto con los CDC y la NSA. Esta aún más sorprendido al descubrir que Charlie no parece saber que su pase le permitirá entrar a la oficina en la siempre que lo desee, en lugar de obtener un pase de visitante. Al resolver el estatus de Charlie, ahora al parecer Don pide a Charlie en la mayoría de sus casos.
En "Principio de Incertidumbre", Don pierde los estribos cuando Charlie una vez más vuelve a trabajar en P vs NP, después de que Don es herido en el brazo por los colegiales educados, se desahoga su frustración y enojo en Charlie, ya que, cuando hay problemas se refugia en sus matemáticas. En "Vector", comodidades Don Charlie cuando Charlie preguntas Don desconsoladamente sobre si su madre estaba en el dolor durante los últimos tres meses, demostrando que a pesar de su ira que Charlie no estaba allí para ella, él no puede dejar de proteger a Charlie de lo que está haciendo daño él.
Después de que Charlie encuentra una composición de música clásica para piano, que su madre escribió bajo su nombre de soltera y su padre admite que la música era uno de los amores primero de Margaret, lo que causa que Don y su hermano vuelvan recordar las lecciones de piano que ella les hizo tomar. En tanto que don chistes sobre el maestro terrible que tenían Charlie y él. Al final de "El corredor", don llega a casa y encuentra la partitura escribió a su madre sobre la mesa. Se sienta y comienza a tocar, vacilante al principio, mientras Charlie y Alan escuchan desde el garaje.
Cuándo Megan Reeves fue secuestrada, Don llevó sus principios hasta el límite para traerla de vuelta. Él personalmente no lo golpeó al sospechoso implicado, si no que dejó todo en manos del Agente Especial Ian Edgerton, que interrogar al adolescente pudo emplear la fuerza para obtener información sobre dónde Megan estaba detenido. Nunca se muestra o se dice lo que Edgerton hizo durante el interrogatorio, pero es en gran medida a entender que él pudo haber usado la fuerza física, hasta e incluyendo la aplicación de presión a la herida de bala a través de la muñeca del adolescente; Don expresó su preocupación a su padre por haber sido dispuestos para ir tan lejos, aunque él no estaba haciendo lo mismo. Después de esta discusión, convenció a su padre que es bueno tener a alguien para venir a casa, por esta causa pasa bastante tiempo en la casa de su Hermano y su padre.
En "Procedencia", Don empezó a preguntarse por qué su familia no era más religiosa y quería ponerse en contacto con sus familiares, sobre todo el primo de su abuela, que escapó de la Segunda Guerra Mundial. Una víctima del Holocausto encontró consuelo cuando Don le había dado un cuadro robado que celebró mucho sentimentalismo de nuevo a ella. Antes de esto había dicho que conocía el dolor de perder a su madre. Todo esto había hecho resurgir emociones profundas en don. También en este episodio, Don ha declarado en broma que era una "causa perdida", cuando su padre expresó su propio fracaso en la crianza de él y su hermano. Por otra parte, en "Riesgo calculado de la campaña anterior," Don mostró una extraña conexión con un niño que había perdido a su madre, dando esperanza a Alan que había hecho algo bien.
Don casi se casa con un agente Kim Hall, pero esa relación terminó cuando regresó a los Ángeles debido a su actitud distante y predilección por el aislamiento, Charlie no estaba al tanto de esta relación. También había hecho alguna vez salió con un agente de la ATF, y le dolía al descubrir que ella lo llamó antes de ser asesinada. La fiscal Nadine Hodges, parece estar enamorado de él y viceversa. En el episodio "Disparos y rosas", decide investigar su coqueteo con la ayudante del fiscal Robin Brooks. En "Los apagones", después de Robin rompió con él, Don se vio envuelto en un breve romance con el Agente Especial Warner Liz. A menudo hace referencia a las dificultades para mantener una relación, habida cuenta de su carrera, al igual que su familia. Don ahora activamente su interés en el amor de Liz Warner, algo que él no lo ha hecho en mucho tiempo. Ella es inicialmente vacilante sobre comenzar la relación de la relación, sobre todo dada su reputación de relaciones de corta duración. Don le convence de que todavía puede tener una relación activa a pesar de ser ambos agentes del FBI y ambos trabajan fuera de la oficina de Los Ángeles. En "Una hora", terapeuta de Don cuestiona sus motivos sobre esta relación, y don defendió sus acciones. Sus superiores en el FBI son conscientes de la relación, pero las consecuencias no han sido reveladas.
En "Los atracos", Don debe consultar a un terapeuta que se cree que Don es de gatillo fácil. Su padre tomó nota de que esto puede ser cierto. En "Una hora", expresó don que él no tiene que confiar en su equipo, tienen que confiar en él. La excepción a esto puede ser Charlie, a quien el terapeuta identifica como un miembro del equipo a la confusión inicial de Don. Parece que Don considera Charlie como una prolongación de sí mismo que un miembro de su equipo, que puede ser cierto. Cuando el psiquiatra empuja Don sobre su relación con Charlie, indicando primero que se resiente la presencia de Charlie en el FBI y después de que Don disfruta teniendo su hermano pequeño como su empleado, hace que Don vuelva a encajar el golpe con elegancia y defiende Charlie. Esto muestra hasta qué punto la relación entre los hermanos ha llegado, sobre todo desde que fue dañado por las presiones inusuales de su infancia y los tres meses cerca de la final de la vida de su madre que Charlie pasado trabajando en P vs NP. El terapeuta pone de manifiesto que Don tiene miedos profundamente arraigados de perder lo que él ha trabajado, junto con problemas de autoestima de crecer en la sombra de Charlie y probablemente algunos problemas de abandono también. En "A cambio de nada", que accede a la solicitud del consejero para pedir a Charlie que venir para una visita. Una cuestión se avecina fue el día que Charlie fue de acampada con los amigos de Don en el cumpleaños de este, al notar que Don no lo quería allí decidió buscar el camino a casa. Durante la reunión, se entera de que su hermano no era tan inepto como él. Al final de la reunión dijo que sentía que utilizaba a Charlie que por el contrario le gusta trabajar con su hermano.
Estaba angustiado por su padre a trabajar con él en "Bajo presión", temiendo por su seguridad. Su padre aunque él se endereza y le muestra que puede ayudar, que recibe la gratitud de Don, lo que causa una gran sorpresa en Alan.
En el final de la tercera temporada Don simpatiza con un brillante criptógrafo, que intentaba que su vida tuviese sentido, mostrando otra faceta de él a su padre.
Cuando se escapa en Colby, Don está en conflicto acerca del seguimiento de Colby, y no sabe si confiar en él acerca de su condición de triple agente. Sin embargo, él y su equipo aun tienen confianza el Golby y van a rescatarlo de todos modos. Antes de su huida, Don reflexionó sobre la confesión de Granger durante cinco semanas.
En el episodio "En Seguridad," Don oculta el nivel de intimidad que tenía con Leah Wexford, una mujer que estaba en protección de testigos, que después acaba. Entonces Don al sentirse culpable decide estar cerca de su hijo, consolarlo por su pérdida. Ante la sensación de su hermano, Charlie lleva a cabo un análisis con un Árbol de clasificación. El resultado muestra que él no era responsable de su muerte, y que sus afirmaciones de disminuir tales valentía de Leah.
Después de encargarse de la protección de Robin Brooks, vuelven a salir juntos. En el final de temporada, que le molesta con Charlie de haber enviado información, supuestamente calificada de terrorista y se mancha a otro caso.
Al comienzo de la quinta temporada, al perder Charlie su autorización, a Don no le queda más remedio que acudir a Larry y Amita para resolver casos. Más tarde Don se encuentra acorralado en un tiroteo en la montaña, intentando salvar a dos escaladores, por lo tanto el agente Ian va a buscar al matemático, para conseguir rescatar a Don. Cuando se empieza el proceso de obtener autorización de Charlie, Don se entera de que, el encargado de la investigación es Carl McGowan, que en lugar de abrir la investigación sobre Charlie y el mensaje de correo electrónico a Pakistán, quiere a toda costa abrir una investigación sobre Don. En la entrevista formal, Don dice a McGowan que sin Charlie no se ve capacitado para hacer su trabajo. En el informe, McGowan recomienda medidas disciplinarias contra don por sus acciones durante el caso de Cristal Hoyle Cristal y los incidentes relacionados con Porter. Cuando el supervisor autoriza al vuelta de Charlie, Don se alegra de que este trabajando de nuevo con él, pero se siente perdido en lo que respecta a la recomendación que le afectan.
La pelea con McGowan, junto con ver a un agente moribundo llegar a una imagen de su familia antes de morir en un tiroteo, Don se plantea explorar el Judaísmo. Su sorpresa la decisión de su familia y Robin.
Winter Buck sale de la cárcel para ir después de Don, por matar a Cristal Hoyle. Teme en tener que disparara Buck. Después de que Charlie le diga que él no puede ir atrás en el tiempo e invertir sus acciones, Don entonces traza un plan para capturar Buck vivo. Don, el equipo, y Buck entrar en el templo donde Buck revela que él quería una muerte por policía. El equipo sin embargo detiene a Buck.
Avanzada la quinta temporada, Charlie recibe una oferta de DARPA, confía a su padre que no sabe si quiere que Charlie lo acepte. Don se une a Larry para contar Jane Karellen para que su hermano no acepte la oferta de DARPA.
Hacia el final de la quinta temporada, David necesita una recomendación de Don para ser el supervisor de carácter principal de Don. Don para probarlo decide que sea él quien controle a Liz en una infiltración, después le deja una carta de recomendación sobre su escritorio de David. Después de la solicitud es concedida.
Don pide a Charlie que le ayuda durante un caso de allanamiento de morada. Charlie resultados confirman la zona que los sospechosos se pasa al siguiente. Al verificar la propiedad después de un enfrentamiento armado con los cuatro sospechosos, un quinto hombre sale y apuñala a Don, Don punción pulmón derecho, seccionando la arteria pulmonar. Después de que Don está fuera de la cirugía, entra en paro cardíaco, y los médicos consiguen reanimarlo. Don finalmente se despierta con Alan junto a su cama. Más tarde, su equipo viene de visita. Él les dice que se le permite regresar a trabajos de oficina y más tarde los derechos plenos de una semana más tarde.
Mientras se recuperaba en su casa, se da cuenta de que su trabajo no deja de influir en él tanto como lo ha hecho en el pasado. Se muestra inquieto, ya que, le preocupaba la reacción de Charlie a su apuñalamiento. Unas tres semanas después del apuñalamiento, Don va el nuevo despacho de Charlie por primera vez, mostrando se contentó por su hermano. Charlie consigue una radio de policía, la que modifica para recibir todas las frecuencias de las agencias gubernamentales y advierte sobre el riesgo de agotamiento de la labor policial. Después de quince minutos después de salir, Don recibe una llamada telefónica de Charlie diciendo que Amita ha sido secuestrada. Durante la investigación, Don no puede pedir ayuda a Charlie, ya que, está bloqueado pidiendo ayuda a Larry con el caso. Cuando encuentran Amita, el agente Eppes la lleva junto a Charlie. En casa, Don comenta con su padre que cuando le hirieron no sabía si el viaje espiritual era mentira y no sabe si continuar ese viaje.